# ناحیه اوینگ، شهرستان فرانکلین، ایلینوی
ناحیه اوینگ (به انگلیسی: Ewing Township) یک منطقهٔ مسکونی در ایالات متحده آمریکا است که در شهرستان فرانکلین، ایلینوی واقع شده‌است. ناحیه اوینگ ۱۴۴ متر بالاتر از سطح دریا واقع شده‌است.